# 1622
Portal Geschichte | Portal Biografien | Aktuelle Ereignisse | Jahreskalender | Tagesartikel

◄ |
16. Jahrhundert |
17. Jahrhundert
| 18. Jahrhundert | ►

◄ |
1590er |
1600er |
1610er |
1620er
| 1630er | 1640er | 1650er | ►

◄◄ |
◄ |
1618 |
1619 |
1620 |
1621 |
1622
| 1623 | 1624 | 1625 | 1626 | ► | ►►
Staatsoberhäupter  · Nekrolog   · Musikjahr
| Januar | Januar | Januar | Januar | Januar | Januar | Januar | Januar |
| Kw     | Mo     | Di     | Mi     | Do     | Fr     | Sa     | So     |
| ------ | ------ | ------ | ------ | ------ | ------ | ------ | ------ |
| 52     |        |        |        |        |        | 1      | 2      |
| 1      | 3      | 4      | 5      | 6      | 7      | 8      | 9      |
| 2      | 10     | 11     | 12     | 13     | 14     | 15     | 16     |
| 3      | 17     | 18     | 19     | 20     | 21     | 22     | 23     |
| 4      | 24     | 25     | 26     | 27     | 28     | 29     | 30     |
| 5      | 31     |        |        |        |        |        |        |

| Februar | Februar | Februar | Februar | Februar | Februar | Februar | Februar |
| Kw      | Mo      | Di      | Mi      | Do      | Fr      | Sa      | So      |
| ------- | ------- | ------- | ------- | ------- | ------- | ------- | ------- |
| 5       |         | 1       | 2       | 3       | 4       | 5       | 6       |
| 6       | 7       | 8       | 9       | 10      | 11      | 12      | 13      |
| 7       | 14      | 15      | 16      | 17      | 18      | 19      | 20      |
| 8       | 21      | 22      | 23      | 24      | 25      | 26      | 27      |
| 9       | 28      |         |         |         |         |         |         |

| März | März | März | März | März | März | März | März |
| Kw   | Mo   | Di   | Mi   | Do   | Fr   | Sa   | So   |
| ---- | ---- | ---- | ---- | ---- | ---- | ---- | ---- |
| 9    |      | 1    | 2    | 3    | 4    | 5    | 6    |
| 10   | 7    | 8    | 9    | 10   | 11   | 12   | 13   |
| 11   | 14   | 15   | 16   | 17   | 18   | 19   | 20   |
| 12   | 21   | 22   | 23   | 24   | 25   | 26   | 27   |
| 13   | 28   | 29   | 30   | 31   |      |      |      |

| April | April | April | April | April | April | April | April |
| Kw    | Mo    | Di    | Mi    | Do    | Fr    | Sa    | So    |
| ----- | ----- | ----- | ----- | ----- | ----- | ----- | ----- |
| 13    |       |       |       |       | 1     | 2     | 3     |
| 14    | 4     | 5     | 6     | 7     | 8     | 9     | 10    |
| 15    | 11    | 12    | 13    | 14    | 15    | 16    | 17    |
| 16    | 18    | 19    | 20    | 21    | 22    | 23    | 24    |
| 17    | 25    | 26    | 27    | 28    | 29    | 30    |       |

| Mai | Mai | Mai | Mai | Mai | Mai | Mai | Mai |
| Kw  | Mo  | Di  | Mi  | Do  | Fr  | Sa  | So  |
| --- | --- | --- | --- | --- | --- | --- | --- |
| 17  |     |     |     |     |     |     | 1   |
| 18  | 2   | 3   | 4   | 5   | 6   | 7   | 8   |
| 19  | 9   | 10  | 11  | 12  | 13  | 14  | 15  |
| 20  | 16  | 17  | 18  | 19  | 20  | 21  | 22  |
| 21  | 23  | 24  | 25  | 26  | 27  | 28  | 29  |
| 22  | 30  | 31  |     |     |     |     |     |

| Juni | Juni | Juni | Juni | Juni | Juni | Juni | Juni |
| Kw   | Mo   | Di   | Mi   | Do   | Fr   | Sa   | So   |
| ---- | ---- | ---- | ---- | ---- | ---- | ---- | ---- |
| 22   |      |      | 1    | 2    | 3    | 4    | 5    |
| 23   | 6    | 7    | 8    | 9    | 10   | 11   | 12   |
| 24   | 13   | 14   | 15   | 16   | 17   | 18   | 19   |
| 25   | 20   | 21   | 22   | 23   | 24   | 25   | 26   |
| 26   | 27   | 28   | 29   | 30   |      |      |      |

| Juli | Juli | Juli | Juli | Juli | Juli | Juli | Juli |
| Kw   | Mo   | Di   | Mi   | Do   | Fr   | Sa   | So   |
| ---- | ---- | ---- | ---- | ---- | ---- | ---- | ---- |
| 26   |      |      |      |      | 1    | 2    | 3    |
| 27   | 4    | 5    | 6    | 7    | 8    | 9    | 10   |
| 28   | 11   | 12   | 13   | 14   | 15   | 16   | 17   |
| 29   | 18   | 19   | 20   | 21   | 22   | 23   | 24   |
| 30   | 25   | 26   | 27   | 28   | 29   | 30   | 31   |

| August | August | August | August | August | August | August | August |
| Kw     | Mo     | Di     | Mi     | Do     | Fr     | Sa     | So     |
| ------ | ------ | ------ | ------ | ------ | ------ | ------ | ------ |
| 31     | 1      | 2      | 3      | 4      | 5      | 6      | 7      |
| 32     | 8      | 9      | 10     | 11     | 12     | 13     | 14     |
| 33     | 15     | 16     | 17     | 18     | 19     | 20     | 21     |
| 34     | 22     | 23     | 24     | 25     | 26     | 27     | 28     |
| 35     | 29     | 30     | 31     |        |        |        |        |

| September | September | September | September | September | September | September | September |
| Kw        | Mo        | Di        | Mi        | Do        | Fr        | Sa        | So        |
| --------- | --------- | --------- | --------- | --------- | --------- | --------- | --------- |
| 35        |           |           |           | 1         | 2         | 3         | 4         |
| 36        | 5         | 6         | 7         | 8         | 9         | 10        | 11        |
| 37        | 12        | 13        | 14        | 15        | 16        | 17        | 18        |
| 38        | 19        | 20        | 21        | 22        | 23        | 24        | 25        |
| 39        | 26        | 27        | 28        | 29        | 30        |           |           |

| Oktober | Oktober | Oktober | Oktober | Oktober | Oktober | Oktober | Oktober |
| Kw      | Mo      | Di      | Mi      | Do      | Fr      | Sa      | So      |
| ------- | ------- | ------- | ------- | ------- | ------- | ------- | ------- |
| 39      |         |         |         |         |         | 1       | 2       |
| 40      | 3       | 4       | 5       | 6       | 7       | 8       | 9       |
| 41      | 10      | 11      | 12      | 13      | 14      | 15      | 16      |
| 42      | 17      | 18      | 19      | 20      | 21      | 22      | 23      |
| 43      | 24      | 25      | 26      | 27      | 28      | 29      | 30      |
| 44      | 31      |         |         |         |         |         |         |

| November | November | November | November | November | November | November | November |
| Kw       | Mo       | Di       | Mi       | Do       | Fr       | Sa       | So       |
| -------- | -------- | -------- | -------- | -------- | -------- | -------- | -------- |
| 44       |          | 1        | 2        | 3        | 4        | 5        | 6        |
| 45       | 7        | 8        | 9        | 10       | 11       | 12       | 13       |
| 46       | 14       | 15       | 16       | 17       | 18       | 19       | 20       |
| 47       | 21       | 22       | 23       | 24       | 25       | 26       | 27       |
| 48       | 28       | 29       | 30       |          |          |          |          |

| Dezember | Dezember | Dezember | Dezember | Dezember | Dezember | Dezember | Dezember |
| Kw       | Mo       | Di       | Mi       | Do       | Fr       | Sa       | So       |
| -------- | -------- | -------- | -------- | -------- | -------- | -------- | -------- |
| 48       |          |          |          | 1        | 2        | 3        | 4        |
| 49       | 5        | 6        | 7        | 8        | 9        | 10       | 11       |
| 50       | 12       | 13       | 14       | 15       | 16       | 17       | 18       |
| 51       | 19       | 20       | 21       | 22       | 23       | 24       | 25       |
| 52       | 26       | 27       | 28       | 29       | 30       | 31       |          |

| Januar | Januar | Januar | Januar | Januar | Januar | Januar | Januar |
| Kw     | Mo     | Di     | Mi     | Do     | Fr     | Sa     | So     |
| ------ | ------ | ------ | ------ | ------ | ------ | ------ | ------ |
| 52     |        |        |        |        |        | 1      | 2      |
| 1      | 3      | 4      | 5      | 6      | 7      | 8      | 9      |
| 2      | 10     | 11     | 12     | 13     | 14     | 15     | 16     |
| 3      | 17     | 18     | 19     | 20     | 21     | 22     | 23     |
| 4      | 24     | 25     | 26     | 27     | 28     | 29     | 30     |
| 5      | 31     |        |        |        |        |        |        |

| Februar | Februar | Februar | Februar | Februar | Februar | Februar | Februar |
| Kw      | Mo      | Di      | Mi      | Do      | Fr      | Sa      | So      |
| ------- | ------- | ------- | ------- | ------- | ------- | ------- | ------- |
| 5       |         | 1       | 2       | 3       | 4       | 5       | 6       |
| 6       | 7       | 8       | 9       | 10      | 11      | 12      | 13      |
| 7       | 14      | 15      | 16      | 17      | 18      | 19      | 20      |
| 8       | 21      | 22      | 23      | 24      | 25      | 26      | 27      |
| 9       | 28      |         |         |         |         |         |         |

| März | März | März | März | März | März | März | März |
| Kw   | Mo   | Di   | Mi   | Do   | Fr   | Sa   | So   |
| ---- | ---- | ---- | ---- | ---- | ---- | ---- | ---- |
| 9    |      | 1    | 2    | 3    | 4    | 5    | 6    |
| 10   | 7    | 8    | 9    | 10   | 11   | 12   | 13   |
| 11   | 14   | 15   | 16   | 17   | 18   | 19   | 20   |
| 12   | 21   | 22   | 23   | 24   | 25   | 26   | 27   |
| 13   | 28   | 29   | 30   | 31   |      |      |      |

| April | April | April | April | April | April | April | April |
| Kw    | Mo    | Di    | Mi    | Do    | Fr    | Sa    | So    |
| ----- | ----- | ----- | ----- | ----- | ----- | ----- | ----- |
| 13    |       |       |       |       | 1     | 2     | 3     |
| 14    | 4     | 5     | 6     | 7     | 8     | 9     | 10    |
| 15    | 11    | 12    | 13    | 14    | 15    | 16    | 17    |
| 16    | 18    | 19    | 20    | 21    | 22    | 23    | 24    |
| 17    | 25    | 26    | 27    | 28    | 29    | 30    |       |

| Mai | Mai | Mai | Mai | Mai | Mai | Mai | Mai |
| Kw  | Mo  | Di  | Mi  | Do  | Fr  | Sa  | So  |
| --- | --- | --- | --- | --- | --- | --- | --- |
| 17  |     |     |     |     |     |     | 1   |
| 18  | 2   | 3   | 4   | 5   | 6   | 7   | 8   |
| 19  | 9   | 10  | 11  | 12  | 13  | 14  | 15  |
| 20  | 16  | 17  | 18  | 19  | 20  | 21  | 22  |
| 21  | 23  | 24  | 25  | 26  | 27  | 28  | 29  |
| 22  | 30  | 31  |     |     |     |     |     |

| Juni | Juni | Juni | Juni | Juni | Juni | Juni | Juni |
| Kw   | Mo   | Di   | Mi   | Do   | Fr   | Sa   | So   |
| ---- | ---- | ---- | ---- | ---- | ---- | ---- | ---- |
| 22   |      |      | 1    | 2    | 3    | 4    | 5    |
| 23   | 6    | 7    | 8    | 9    | 10   | 11   | 12   |
| 24   | 13   | 14   | 15   | 16   | 17   | 18   | 19   |
| 25   | 20   | 21   | 22   | 23   | 24   | 25   | 26   |
| 26   | 27   | 28   | 29   | 30   |      |      |      |

| Juli | Juli | Juli | Juli | Juli | Juli | Juli | Juli |
| Kw   | Mo   | Di   | Mi   | Do   | Fr   | Sa   | So   |
| ---- | ---- | ---- | ---- | ---- | ---- | ---- | ---- |
| 26   |      |      |      |      | 1    | 2    | 3    |
| 27   | 4    | 5    | 6    | 7    | 8    | 9    | 10   |
| 28   | 11   | 12   | 13   | 14   | 15   | 16   | 17   |
| 29   | 18   | 19   | 20   | 21   | 22   | 23   | 24   |
| 30   | 25   | 26   | 27   | 28   | 29   | 30   | 31   |

| August | August | August | August | August | August | August | August |
| Kw     | Mo     | Di     | Mi     | Do     | Fr     | Sa     | So     |
| ------ | ------ | ------ | ------ | ------ | ------ | ------ | ------ |
| 31     | 1      | 2      | 3      | 4      | 5      | 6      | 7      |
| 32     | 8      | 9      | 10     | 11     | 12     | 13     | 14     |
| 33     | 15     | 16     | 17     | 18     | 19     | 20     | 21     |
| 34     | 22     | 23     | 24     | 25     | 26     | 27     | 28     |
| 35     | 29     | 30     | 31     |        |        |        |        |

| September | September | September | September | September | September | September | September |
| Kw        | Mo        | Di        | Mi        | Do        | Fr        | Sa        | So        |
| --------- | --------- | --------- | --------- | --------- | --------- | --------- | --------- |
| 35        |           |           |           | 1         | 2         | 3         | 4         |
| 36        | 5         | 6         | 7         | 8         | 9         | 10        | 11        |
| 37        | 12        | 13        | 14        | 15        | 16        | 17        | 18        |
| 38        | 19        | 20        | 21        | 22        | 23        | 24        | 25        |
| 39        | 26        | 27        | 28        | 29        | 30        |           |           |

| Oktober | Oktober | Oktober | Oktober | Oktober | Oktober | Oktober | Oktober |
| Kw      | Mo      | Di      | Mi      | Do      | Fr      | Sa      | So      |
| ------- | ------- | ------- | ------- | ------- | ------- | ------- | ------- |
| 39      |         |         |         |         |         | 1       | 2       |
| 40      | 3       | 4       | 5       | 6       | 7       | 8       | 9       |
| 41      | 10      | 11      | 12      | 13      | 14      | 15      | 16      |
| 42      | 17      | 18      | 19      | 20      | 21      | 22      | 23      |
| 43      | 24      | 25      | 26      | 27      | 28      | 29      | 30      |
| 44      | 31      |         |         |         |         |         |         |

| November | November | November | November | November | November | November | November |
| Kw       | Mo       | Di       | Mi       | Do       | Fr       | Sa       | So       |
| -------- | -------- | -------- | -------- | -------- | -------- | -------- | -------- |
| 44       |          | 1        | 2        | 3        | 4        | 5        | 6        |
| 45       | 7        | 8        | 9        | 10       | 11       | 12       | 13       |
| 46       | 14       | 15       | 16       | 17       | 18       | 19       | 20       |
| 47       | 21       | 22       | 23       | 24       | 25       | 26       | 27       |
| 48       | 28       | 29       | 30       |          |          |          |          |

| Dezember | Dezember | Dezember | Dezember | Dezember | Dezember | Dezember | Dezember |
| Kw       | Mo       | Di       | Mi       | Do       | Fr       | Sa       | So       |
| -------- | -------- | -------- | -------- | -------- | -------- | -------- | -------- |
| 48       |          |          |          | 1        | 2        | 3        | 4        |
| 49       | 5        | 6        | 7        | 8        | 9        | 10       | 11       |
| 50       | 12       | 13       | 14       | 15       | 16       | 17       | 18       |
| 51       | 19       | 20       | 21       | 22       | 23       | 24       | 25       |
| 52       | 26       | 27       | 28       | 29       | 30       | 31       |          |

## Ereignisse

### Politik und Weltgeschehen

#### Europa
Dreißigjähriger Krieg / Achtzigjähriger Krieg

#### Deutschland und Schweiz
- 21. Januar: Christian von Halberstadt erobert Soest.
- 3. Februar: Jülich unter niederländischer Besatzung ergibt sich nach mehrmonatiger Belagerung den Spaniern unter Ambrosio Spinola.
- 5. April: Im Prättigau erheben sich reformierte Bündner gegen die Herrschaft von Erzherzog Leopold V. von Tirol und vertreiben die österreichischen Truppen aus Graubünden.
- 27. April: In der Schlacht bei Mingolsheim besiegen die vereinigten Heere Mansfelds und Georg Friedrichs von Baden-Durlach im Dreißigjährigen Krieg die Kaiserlichen unter Tilly.

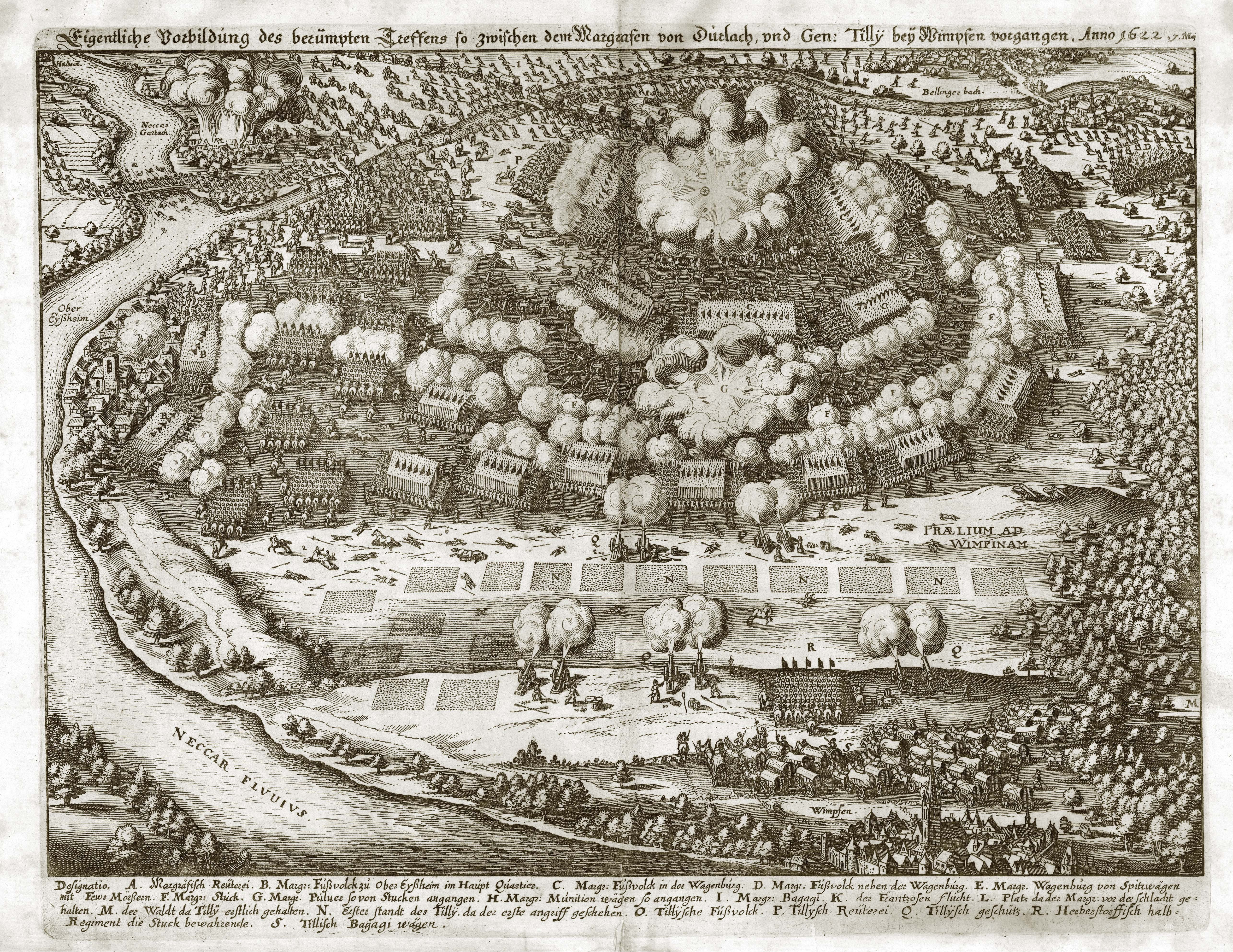
Schlacht bei Wimpfen (aus Matthäus Merians Theatrum Europaeum)

- 6. Mai: In der Schlacht bei Wimpfen siegen Ligatruppen unter Johann t’Serclaes von Tilly und González Hernandez de Córdoba über die pfälzischen Truppen unter Markgraf Georg Friedrich von Baden-Durlach.
- 5. Juni: Die Truppen von Christian von Braunschweig-Wolfenbüttel brennen nach der im Vorjahr gewonnenen Schlacht bei Kirdorf den Ort Kirdorf nieder.

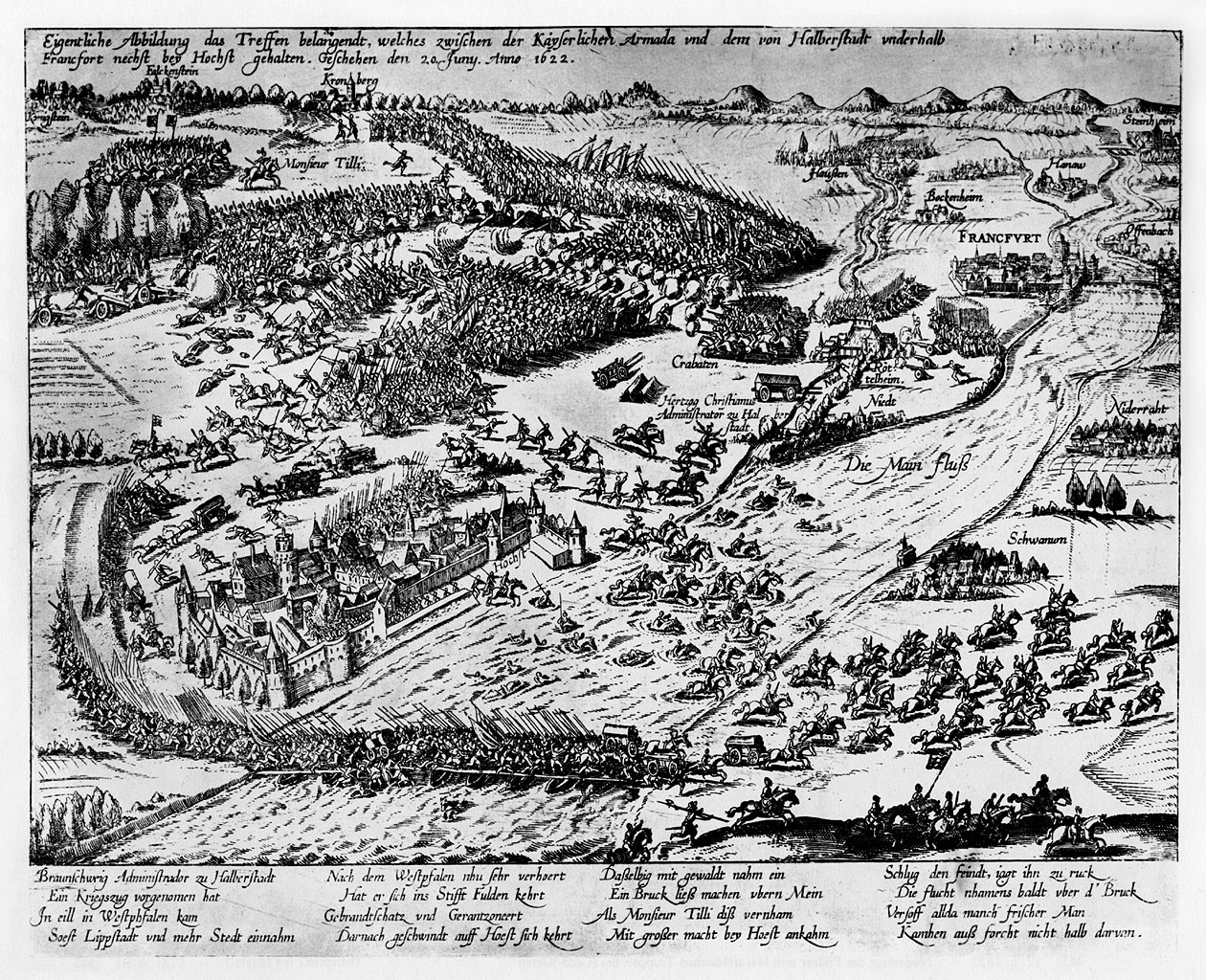
Schlacht bei Höchst, Zeitgenössische Darstellung

- 20. Juni: In der Schlacht bei Höchst besiegen katholische Truppen unter dem Feldherrn Tilly protestantische Söldner des Herzogs Christian von Braunschweig-Wolfenbüttel. Viele Soldaten des Herzogs ertrinken auf einer panischen Flucht im Main, als sie sich über eine Schiffsbrücke zurückziehen sollen.

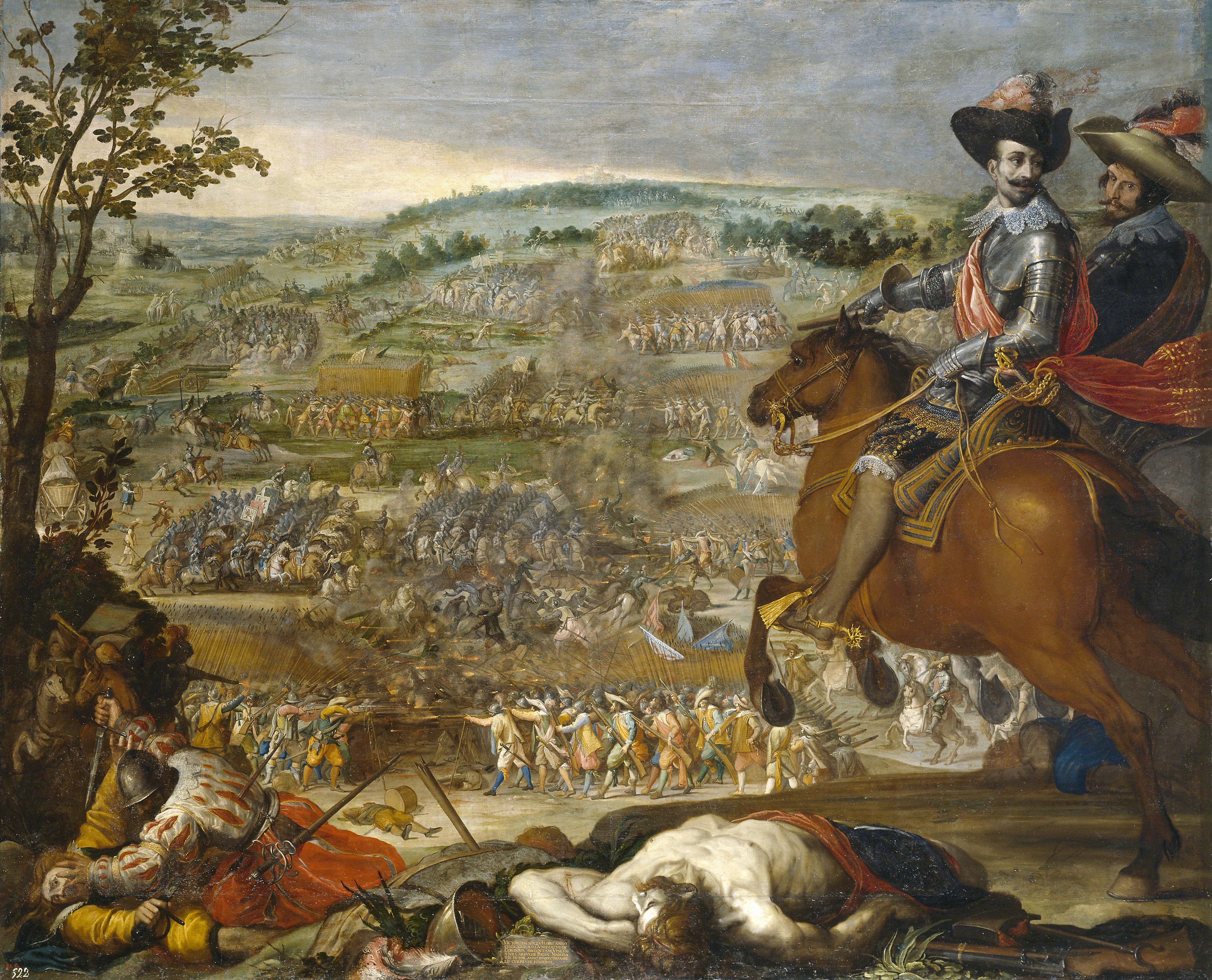
Schlacht bei Fleurus, Vicente Carducho

- 29. August: In der Schlacht bei Fleurus liefern sich die Truppen von Ernst von Mansfeld und Christian von Halberstadt sowie die spanischen Truppen unter General Córdoba ein verlustreiches Gefecht.
- 5. September: Mit der Niederlage der Bündner Truppen unter Rudolf von Salis auf der Aquasana bei Saas gegen die österreichischen Truppen unter Alvig von Sulz und Alois Baldiron endet der Prättigauer Aufstand während der Bündner Wirren.
- 19. September: Tilly erobert Heidelberg. Die Bibliotheca Palatina wird ab Dezember nach Rom transportiert, wo sie in den Besitz von Papst Gregor XV. gelangt.
- 30. September: Lindauer Vertrag zwischen dem Grauen Bund, dem Gotteshausbund und Erzherzog Leopold V. Ein Teil Graubündens gerät erneut unter österreichische Herrschaft, der andere Teil steht für den Durchzug kaiserlicher und spanischer Truppen offen.

#### Frankreich
- 16. April: Königliche Truppen Ludwigs XIII. siegen im Gefecht bei Riez über Einheiten der Hugenotten.
- 4. bis 11. Mai: Am Ende der Belagerung von Royan erobern königliche Truppen die hugenottische Stadt Royan.
- Mai bis Oktober: Blockade von La Rochelle
- Juni: Belagerung von Saint-Antonin
- Oktober: Belagerung von Montpellier
- In Frankreich wird die Truppe der Mousquetaires de la garde gegründet.

#### Italien

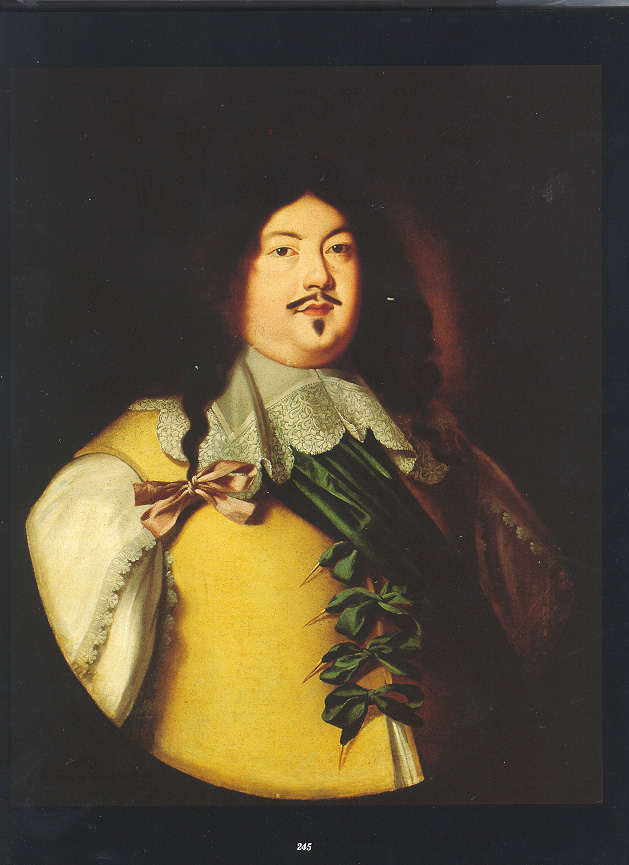
Odoardo I. Farnese

- 5. März: Odoardo I. Farnese beerbt seinen Vater Ranuccio I. Farnese als Herzog von Parma und Piacenza.

#### Kolonien
- Portugal verliert Hormus an die Engländer. Bei der Belagerung des auf der Insel gelegenen portugiesischen Forts kommt am 23. Januar der englische Entdecker William Baffin ums Leben.

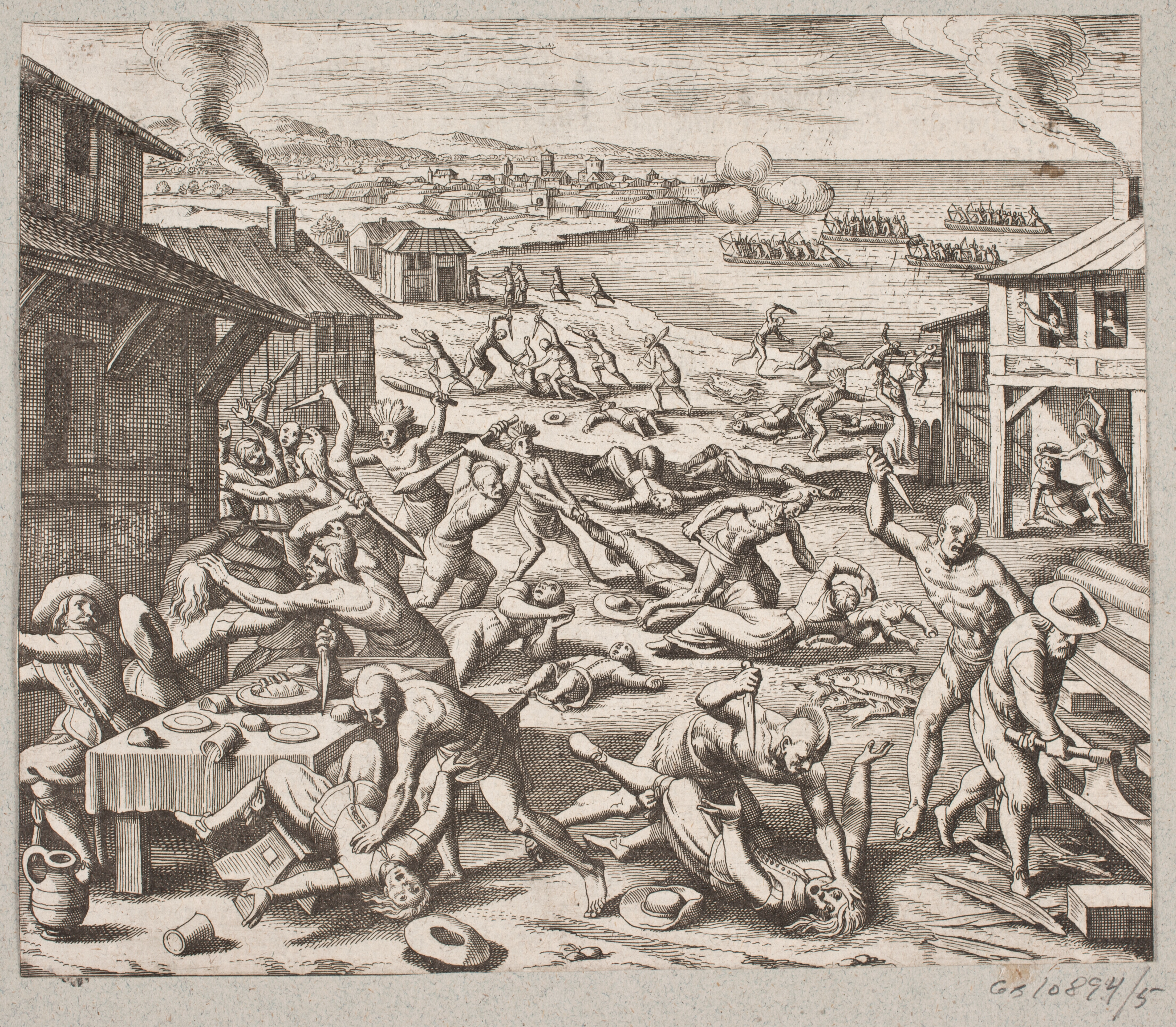
Zeitgenössische Darstellung des Jamestown-Massakers auf einem Holzschnitt von Theodor de Bry

- 22. März: Pamunkey-Indianer unter Sachem Opechancanough überfallen rund um Jamestown, Virginia, im James City County Farmen und Wohnstätten. Mit seinen Kriegern zerstört er über siebzig englische Siedlungen. Von den mehr als 1.200 Männern und Frauen in der Kolonie werden beim sogenannten Jamestown-Massaker 347 getötet. Als die Überlebenden Opechancanough und seine Anführer zu einer Versammlung bitten, fallen sie über die Indianer her, Opechancanough kann jedoch entkommen.

#### Asien
- Frühjahr bis Sommer: Siamesisch-Kambodschanischer Krieg 1622
- Upayuvaraja I., der seit dem Vorjahr das laotische Königreich Lan Xang regiert, kommt unter ungeklärten Umständen ums Leben. Sein Nachfolger wird Pho Thisarath II.

### Wirtschaft

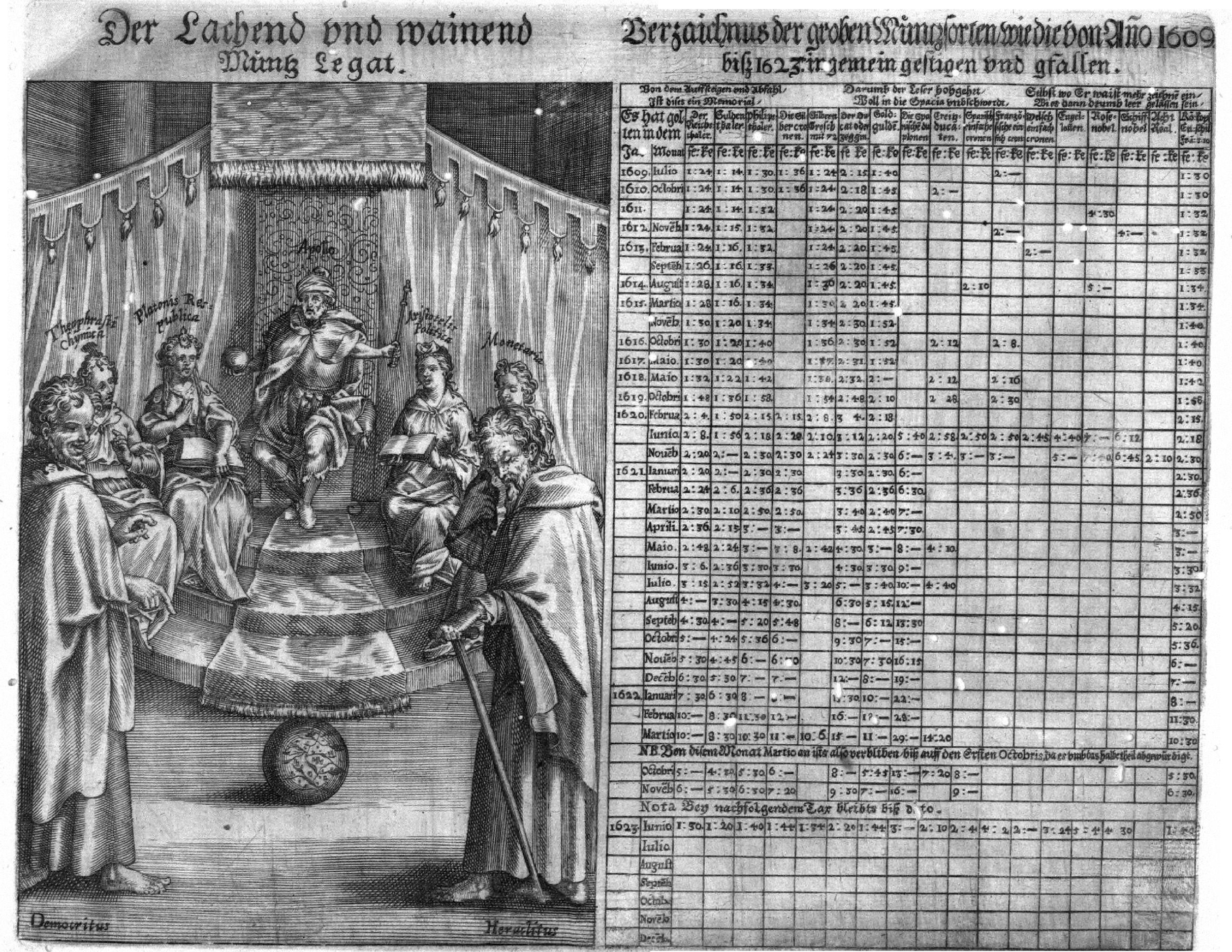
Der Lachend und wainend Müntz Legat, zeitgenössische Flugschrift mit Valvationstabelle, die den Verfall verschiedener Währungen während der Kipper- und Wipperzeit zeigt

- Trotz guter Ernten kommt es in Europa auf Grund des Dreißigjährigen Kriegs zu einer besonders starken Teuerung mit dem Höhepunkt 1622, der „Kipper- und Wipperzeit“.
- Christian von Braunschweig-Wolfenbüttel lässt – vermutlich aus dem Domschatz des geplünderten Paderborner Doms – den Pfaffenfeindtaler prägen.

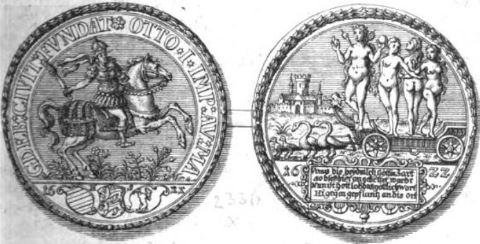
Doppelter Schautaler der Stadt Magdeburg von 1622

- In Magdeburg wird ein Breiter Taler geprägt, der im Volksmund bald den Namen „Hurenkarrentaler“ erhält.
- In Sachsen-Weimar wird erstmals der Pallastaler geprägt.

### Wissenschaft und Technik
- Gaspare Aselli entdeckt die Darmlymphgefäße.
- Eröffnung der Universität Salzburg durch ihren Gründer Fürsterzbischof Paris Lodron.

### Kultur

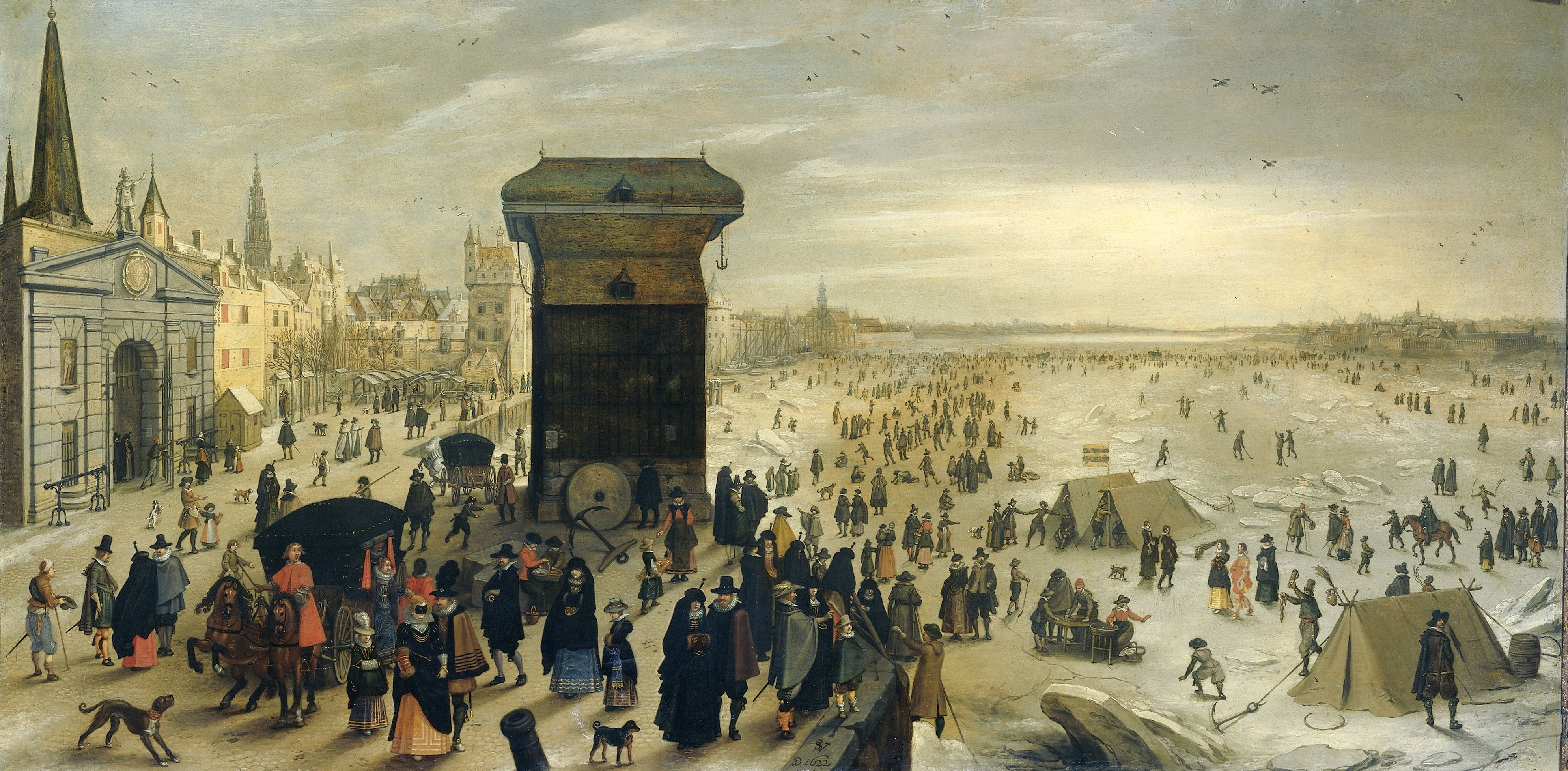
Eisbelustigung auf dem Stadtgraben, Antwerpen

- Sebastian Vrancx: Eisbelustigung auf dem Stadtgraben

### Religion
- 12. März: Papst Gregor XV. spricht Ignatius von Loyola, Franz Xaver, Teresa von Ávila, Isidor von Sevilla und Philipp Neri heilig.
- Gävlefischer errichten in Ulvöhamn die Ulvö gamla kapell.
- Gründung des Kapuzinerklosters Dinkelsbühl.

### Katastrophen
- 6. September: Die spanische Galeone Nuestra Señora de Atocha geht reich beladen in einem Hurrikan vor der Küste Floridas unter. Dabei kommen 260 Mann an Bord ums Leben, nur fünf überleben das Unglück. Erst 1985 entdeckt der Schatzsucher Mel Fisher das Schiffswrack mit einem Wert von 400 Millionen US-Dollar.
- Jahresende: Gleichzeitig mit dem Einbruch der Pest beginnt auch der Hungerwinter in Graubünden 1622/23.

## Geboren

### Erstes Halbjahr
- 02. Januar: Peter Appelmann, schwedischer Amtshauptmann und Gutspächter († 1705)
- 11. Januar: Louis de Lorraine, Herzog von Joyeuse († 1654)

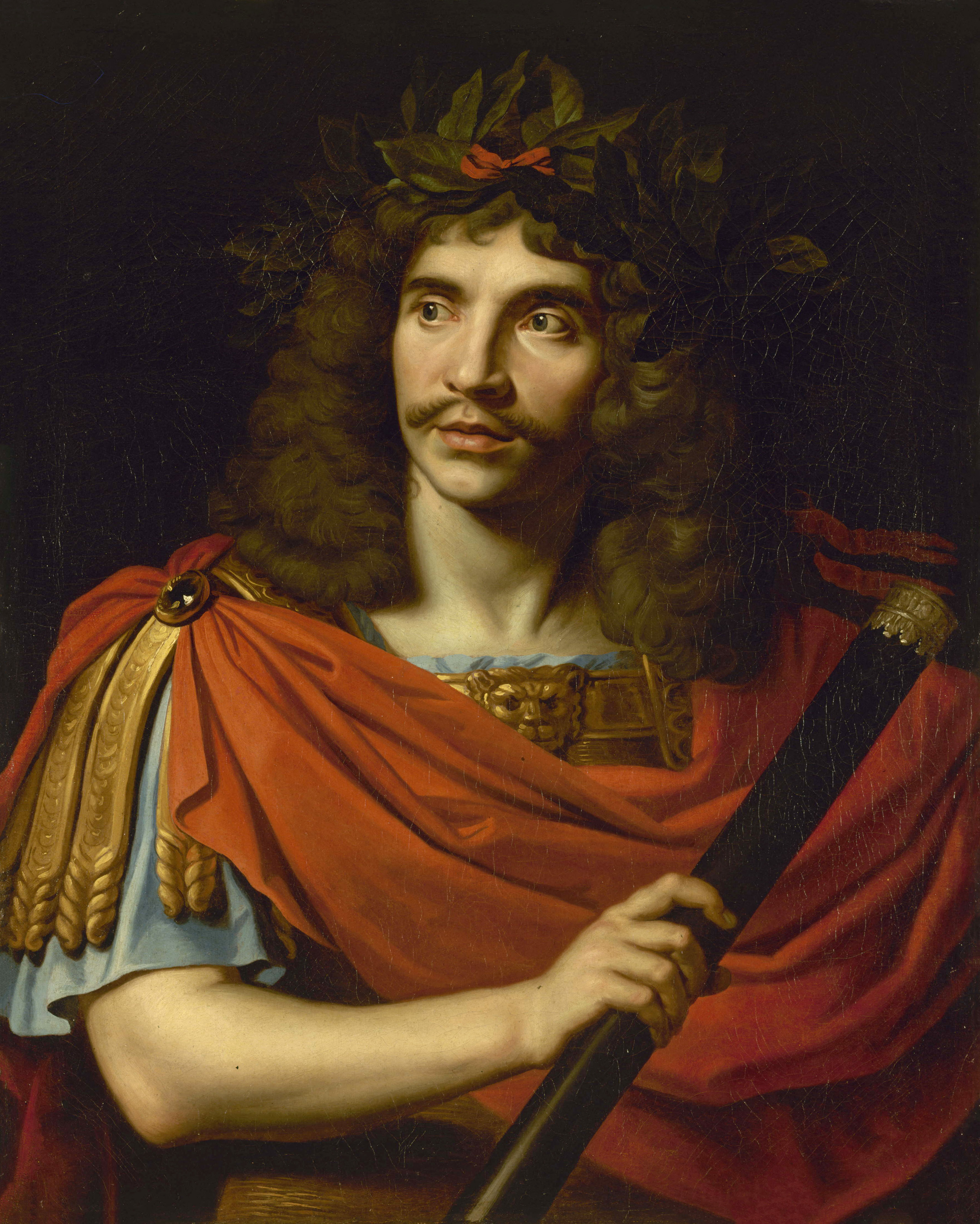
Molière, 1658

- 14. Januar (vermutlich): Molière, eigentlich Jean-Baptiste Poquelin, französischer Schauspieler, Theaterdirektor und Dramatiker († 1673)
- 14. Januar: Franz III. Nádasdy, ungarischer Kronrichter und General († 1671)
- 16. Januar: Anna Margareta von Haugwitz, Ehefrau des schwedischen Heerführers und Staatsmanns Carl Gustav von Wrangel († 1673)
- 20. Januar: Daniel Bernhardi, evangelischer Theologe († 1707)
- 28. Januar: Adrien Auzout, französischer Physiker und Astronom († 1691)
- 05. Februar: Christian von Hessen-Kassel, landgräflicher Prinz, schwedischer Obrist († 1640)
- 07. Februar: Vittoria della Rovere, Großherzogin von Toskana († 1694)
- 23. Februar: Robert Treat, englischer Kolonist und Gouverneur der Colony of Connecticut († 1710)

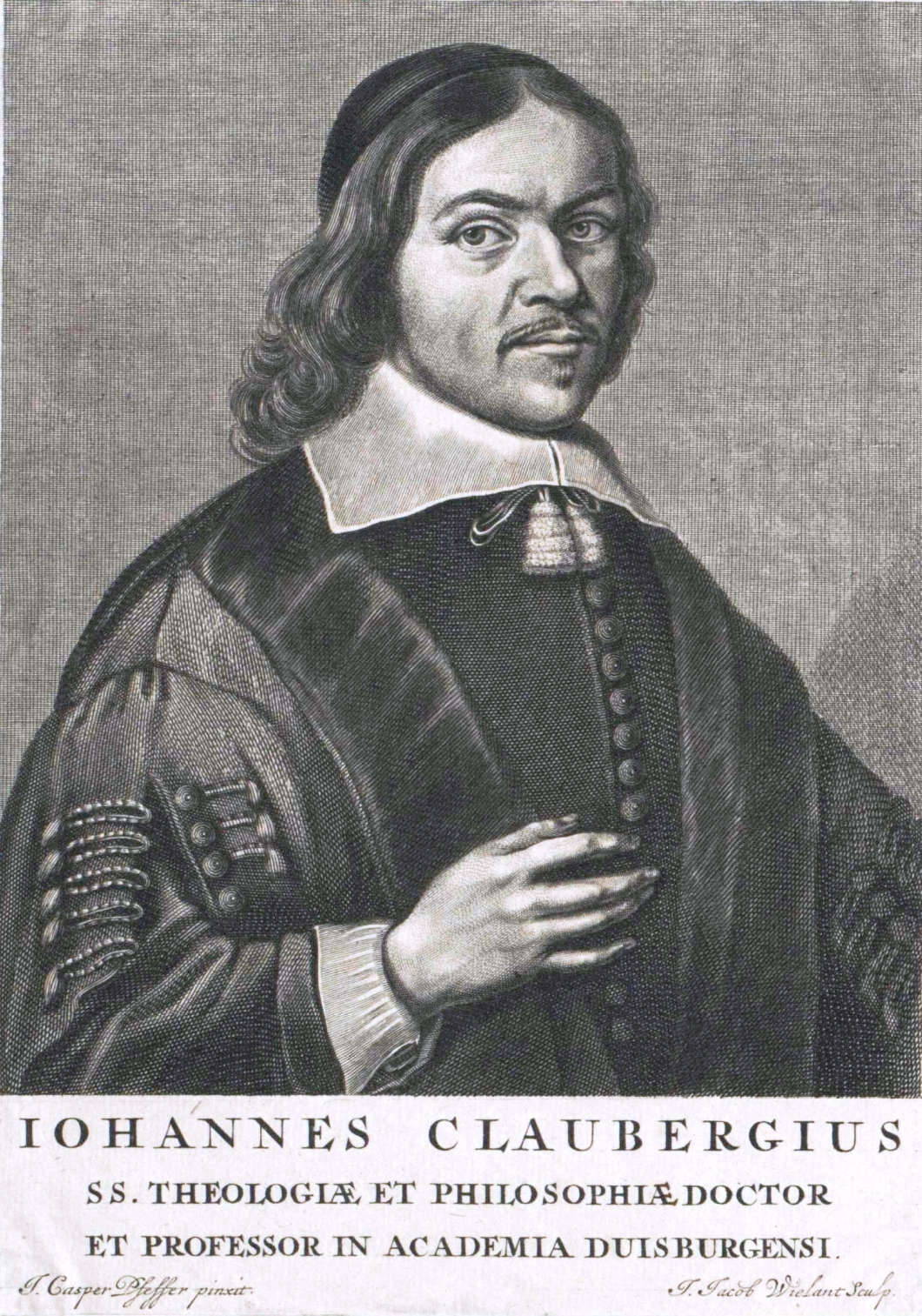
Johannes Clauberg

- 24. Februar: Johannes Clauberg, deutscher Theologe und Philosoph († 1665)
- 25. Februar: Christian Ludwig, Herzog zu Braunschweig-Lüneburg († 1665)
- 08. März: Friedrich Ulrich Calixt, deutscher Theologe († 1701)
- 10. März: Johann Heinrich Rahn, Schweizer Mathematiker († 1676)
- 13. März: Lawrence Rooke, englischer Astronom und Mathematiker († 1662)
- 17. März Hans Jakob Christoffel von Grimmelshausen, deutscher Schriftsteller († 1676)
- 25. März: Isidoro Affaitati, italienischer Militäringenieur und Architekt († um 1684)
- 05. April: Vincenzo Viviani, Florentiner Mathematiker und Physiker († 1703)
- 08. April: Lebrecht, Fürst von Anhalt-Köthen († 1669)
- 18. April: Luise Hollandine von der Pfalz, Äbtissin von Maubuisson, Malerin und Kupferstecherin († 1709)

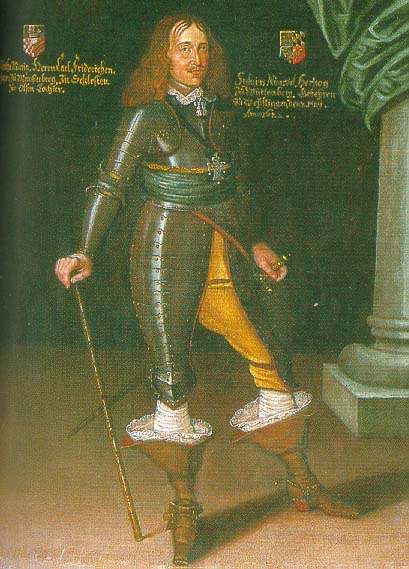
Silvius Nimrod I.

- 02. Mai: Silvius Nimrod I., Herzog von Württemberg-Oels († 1664)
- 04. Mai: Juan de Valdés Leal, spanischer Maler und Bildhauer († 1690)
- 12. Mai: Louis de Buade, französischer Kolonialbeamter und Gouverneur von Neufrankreich († 1698)

### Zweites Halbjahr
- 03. Juli: John Carew, englischer Politiker († 1660)
- 07. Juli: René François Walther de Sluze, wallonischer Mathematiker, Kanoniker und Abt († 1685)
- 14. Juli: Sigismund II. Rákóczi, Prinz von Siebenbürgen († 1652)
- 15. Juli: Karl Heinrich von Metternich-Winneburg, Erzbischof und Kurfürst von Mainz sowie Fürstbischof von Worms († 1679)
- 26. Juli: Christian August, wittelsbachischer Fürst, Herzog von Pfalz-Sulzbach († 1708)
- 29. Juli: Jacques Bertot, französischer römisch-katholischer Mystiker, geistlicher Führer Madame Guyons († 1681)
- 03. August: Wolfgang Julius von Hohenlohe-Neuenstein, letzter Graf von Hohenlohe-Neuenstein und Generalfeldmarschall († 1698)
- 27. August: Jakob Thomasius, sächsischer Lehrer, Philosoph und Humanist († 1684)
- 22. September: Jacques Savary, französischer Kaufmann und Mitbegründer der Handelswissenschaft († 1690)
- 24. September: Georg Händel, Vater von Georg Friedrich Händel († 1697)
- 04. Oktober: Anna Salome von Salm-Reifferscheidt, Fürstäbtissin des Stifts Essen († 1688)
- 15. Oktober: Magnus Gabriel De la Gardie, schwedischer Graf, Reichsmarschall, Reichsdrost und Reichskanzler († 1686)
- 30. Oktober: Max Gandolf von Kuenburg, Bischof von Seckau und Erzbischof von Salzburg († 1687)
- 08. November: Karl X. Gustav, König von Schweden († 1660)
- 20. November: Bernhard Schultze, deutscher Rechtswissenschaftler und Kameralist († 1687)
- 30. November: Robert van den Hoecke, flämischer Maler († 1688)
- 26. Dezember: Cort Adeler, dänisch-norwegischer Admiral († 1675)

### Genaues Geburtsdatum unbekannt
- Ignatius Andreas Akhidjan, katholischer Patriarch († 1677)
- Abraham Diepraem, niederländischer Maler († 1670)
- Bankei Eitaku, japanischer Zen-Meister († 1693)
- Berend Jacobsen Karpfanger, Kapitän des Konvoischiffes „Wappen von Hamburg“, das Hamburg gegen Piraten verteidigte († 1683)
- Ernst Ludwig von Remchingen, deutscher Oberstleutnant und Burgvogt († 1689)

## Gestorben

### Erstes Halbjahr
- 09. Januar: Alix Le Clerc, französische Ordensschwester und Ordensgründerin, katholische Selige (* 1576)
- 17. Januar: Ernst, Graf von Schaumburg und Holstein-Pinneberg (* 1569)
- 23. Januar: William Baffin, englischer Entdecker (* 1584)
- 25. Januar: Karl Filip von Schweden, Herzog von Södermanland (* 1601)
- 26. Januar: Khusrau Mirza, ältester Sohn des Großmoguln Jahangir und Bruder von Shah Jahan (* 1587)
- 04. Februar: Jacob Studer, Schweizer Bibliophiler und Bibliothekar (* 1574)
- 05. Februar: Martin Behm, deutscher Schriftsteller und Verfasser von Kirchenliedern (* 1557)
- 19. Februar: Henry Savile, englischer Gelehrter (* 1549)
- 22. Februar: Heinrich Eckstorm, deutscher evangelischer Theologe und Pädagoge (* 1557)
- 26. Februar: Eberhard Schenk von Limpurg-Speckfeld, Herr zu Speckfeld und Gründer der neuen Linie Limpurg-Speckfeld (* 1560)
- 05. März: Ranuccio I. Farnese, Herzog von Parma und Piacenza (* 1569)
- 03. April: Cornelis Fransz. de Witt, holländischer Politiker (* 1545)
- 13. April: Katharina Kepler, Mutter von Johannes Kepler und Angeklagte in einem Hexenprozess (* 1547)
- 15. April: Leandro Bassano, italienischer Maler (* 1557)
- 20. April: Petro Konaschewytsch-Sahaidatschnyj, Ataman der Saporoger Kosaken (* 1570)
- 24. April: Fidelis von Sigmaringen, deutscher Philosoph und Jurist, katholischer Ordenspriester und Märtyrer (* 1578)
- 05. Mai: Laurentius Nicolai Norvegus, norwegischer Jesuitenpater (* 1540)
- 20. Mai: Osman II., Sultan des Osmanischen Reichs (* 1604)
- 29. Mai: Johann Salmuth, deutscher lutherischer Theologe (* 1552)
- 18. Juni: Wolfgang von Paler der Jüngere, deutscher Kaufmann (* 1545)

### Zweites Halbjahr
- 14. August: Henri de Gondi, Bischof von Paris (* 1572)
- 21. August: Juan de Tassis y Peralta, 2. Conde de Villamediana, spanischer Dichter und Abenteurer (* 1582)
- 22. August: Ludwig von Leiningen-Westerburg, Graf von Leiningen-Leiningen (* 1557)
- 24. August: Metta von Limburg-Styrum, Äbtissin im Stift Freckenhorst (* 1561)
- 29. August: Friedrich von Sachsen-Weimar, Obrist im Dreißigjährigen Krieg (* 1596)
- 14. September: Alof de Wignacourt, Großmeister des Malteserordens (* 1547)
- 07. Oktober: Peter de Spina II., deutscher Mediziner (* 1563)
- 07. Oktober: Baltasar de Zúñiga, spanischer Diplomat (* 1561)
- 09. Oktober: Johann der Jüngere, Herzog von Schleswig-Holstein-Sonderburg (* 1545)
- 11. Oktober: Conrad Vetter, bayrischer Jesuit und Schriftsteller der Gegenreformation (* 1548)
- 13. Oktober: Francesco Gonzaga, Herzog von Rethel (* 1606)
- 26. Oktober: Sebastián de Vivanco, spanischer Komponist (* um 1550)
- 31. Oktober: Ulrich von Pommern, evangelischer Bischof von Cammin und (nicht-regierender) Herzog von Pommern (* 1589)
- 02. November: Jan Lohelius, Abt von Strahov und Erzbischof von Prag (* 1549)
- 07. Dezember: Sophie von Brandenburg, Kurfürstin von Sachsen (* 1568)
- 12. Dezember: Bartolomeo Manfredi, italienischer Maler (* 1582)
- 28. Dezember: Franz von Sales, Bischof von Genf/Annecy, Ordensgründer und Kirchenlehrer (* 1567)
- 29. Dezember: Johann Gottfried I. von Aschhausen, Fürstbischof von Würzburg und Bamberg (* 1575)
- 000Dezember: Pjetër Budi, albanischer Bischof von Sapa und Sarda (* 1566)

### Genaues Todesdatum unbekannt
- Šimon Lomnický z Budče, tschechischer Schriftsteller (* 1552)
- Giovanni Battista Grillo, italienischer Organist und Komponist (* um 1570)
- Jakub Horčický z Tepence, böhmischer Mediziner, Pharmazeut und Chemiker (* um 1575)